# Córrego Piedade
O Córrego Piedade é um curso de água do estado de São Paulo, no Brasil. Pertence à microbacia do rio Preto.
O córrego nasce no município de Mirassol, cortando, além deste, São José do Rio Preto, onde deságua no Rio Preto.
Apresenta alguns problemas ambientais: enquanto corta a cidade de São José do rio Preto, o córrego recebe esgoto e sujeira das ruas por meio das bocas de lobo e dos bueiros. A prefeitura construiu redes receptoras de esgoto da cidade em uma das margens do córrego, e a mata ciliar é adequada.